# Burlington (Kentucky)
Pour les articles homonymes, voir Burlington.
La census-designated place de Burlington est le siège du comté de Boone, dans l’État du Kentucky, aux États-Unis. Sa population s’élevait à 15 926 habitants lors du recensement de 2010.

## À noter
Burlington est, avec Whitley City, la seule census-designated place de l’État qui est le siège de son comté.

## Histoire
Burlington a été fondée en 1799 sous le nom de Craig’s Camp, d’après le nom d’un des propriétaires de la terre sur laquelle elle a été édifiée. Rebaptisée Wilmington en 1800, elle acquiert son nom actuel aux alentours de 1816.

## Source
- (en) Cet article est partiellement ou en totalité issu de l’article de Wikipédia en anglais intitulé « Burlington, Kentucky » (voir la liste des auteurs).